# Outcast (Computerspiel)
Outcast ist ein futuristisches Action-Adventure des belgischen Spieleentwicklers Appeal. Es wurde im Sommer 1999 durch den französischen Spielepublisher Infogrames veröffentlicht. Der Spieler übernimmt darin die Rolle eines Einzelkämpfers, der auf dem fremden Planeten Adelpha die Mitglieder eines Forscherteams beschützen und die Bewohner des Planeten von einer Tyrannenherrschaft befreien muss.
November 2017 kam ein Remake mit Titel Outcast: Second Contact auf den Markt. Überarbeitet wurden Waffen, Kampf, Steuerung, Grafik, Künstliche Intelligenz, sowie die Benutzeroberfläche. Die Gebiete wurden erweitert und enthalten neue Aufgaben. Am 15. März 2024 erschien im Vertrieb von THQ Nordic mit Outcast – A New Beginning ein Nachfolger für Windows, PlayStation 5 und Xbox Series S/X.

## Handlung

### Handlungsverlauf
Im Jahr 2007 startet die amerikanische Regierung eine Raumsonde, die die Existenz eines Paralleluniversums beweisen soll. Das Experiment unter Leitung der Wissenschaftler William Kauffman und Anthony Xue gelingt und die Sonde sendet für kurze Zeit Bilder eines fremden Planeten. Doch kurz nach der Landung beschädigt eine offensichtlich intelligente Lebensform die Sonde und verursacht so einen gewaltigen Energierückstoß zur Erde. Dieser Energierückstoß lässt ein ständig wachsendes Schwarzes Loch auf der Erde entstehen und droht so die Welt zu zerstören. Cutter Slade, Einzelkämpfer und Commander der US Navy, soll daher das dreiköpfige Wissenschaftler-Team, bestehend aus Kauffman, Xue und der Exo-Biologin Marion Wolfe, in die unerforschte Welt begleiten, um die beschädigte Sonde zu reparieren. Alle Expeditionsteilnehmer werden einzeln im Abstand mehrerer Minuten in die neuentdeckte Parallelwelt transferiert.
Doch es kommt beim Transfer zu Komplikationen. Cutter kommt ohne Ausrüstung und getrennt von den Wissenschaftlern auf dem fremden Planeten mit dem Namen Adelpha an. Nach seinem Erwachen in einem Dorf der einheimischen Bewohner Adelphas, den sogenannten Talanern, gilt seine Suche fortan den Wissenschaftlern. Cutter muss sich dabei mit der für ihn fremden Kultur auseinandersetzen. Seit Ermordung ihres spirituellen Führers Kazar wird das talanische Volk beherrscht vom tyrannischen Faé Rhân. Einige Talaner halten Slade für den Ulukai, den von Kazar prophezeiten Befreier des talanischen Volkes. Slade soll für die Einwohner Adelphas als Gegenleistung für ihre Unterstützung fünf heilige Gegenstände, die sogenannten Mons, finden, bevor sie den Kriegern Faé Rhâns in die Hände fallen. Slade bleibt keine Wahl, als den Einwohnern in ihrem Kampf zu helfen, da auch er ihre Hilfe benötigt.
Im Verlauf der Handlung erkennt Slade, dass Kazar identisch ist mit dem verschollenen Wissenschaftler William Kauffman und es sich bei Faé Rhân um dessen Assistenten Anthony Xue handelt. Die fünf heiligen Mons stellen sich als Chipkarten heraus, die für die Reparatur der Sonde notwendig sind. Weiterhin muss Slade feststellen, dass er und die Wissenschaftler aufgrund eines Zeitparadoxons beim Weltenübergang in die Vergangenheit Adelphas reisten, in eine Zeit vor Eintreffen der irdischen Sonde. Und obwohl zwischen den einzelnen Übertritten der Expeditionsteilnehmer auf der Erde nur wenige Minuten lagen, vergingen auf Adelpha in diesem Zeitraum mehrere Jahre. Diese Zeit hatte Xue genutzt, um seinen alten Rivalen Kauffman zu töten und sich zum Alleinherrscher des Planeten aufzuschwingen. Da er nicht mehr vor hat, seine Stellung aufzugeben und zur Erde zurückzukehren, versucht er eine Reparatur der Sonde mit allen Mitteln zu verhindern. Slade muss alle fünf Chipkarten an sich bringen und verhindern, dass Xue die ankommende Raumsonde vernichtet.

### Hauptcharaktere

Zeichen des „Ulukai“.

Cutter Slade
Cutter Slade ist die Hauptfigur und Spielercharakter. In der deutschen Version wird er von Manfred Lehmann gesprochen, bekannt als deutsche Synchronstimme von Bruce Willis. Auch die französische Sprachausgabe Cutter Slades wurde von einer Synchronstimme von Bruce Willis eingesprochen: Patrick Poivey. Cutter ist ein ehemaliger Navy Seal und Nahkampfspezialist. Der tragische Tod eines Kameramannes während einer von ihm überwachten PR-Aktion, der ihm zu Unrecht zur Last gelegt wurde, führte zum Rauswurf aus der Spezialeinheit. Slade versinkt im Alkoholkonsum und entwickelt eine ausgeprägt zynische Ader. Durch seinen Vertrauten und Mentor Doug Dawson, Admiral der Navy, findet Slade in der geheimen Sondereinheit PROWLER eine neue Einheit. Über seine Verbitterung kann ihm dies jedoch nicht hinweghelfen.
Cutters Aufgabe während der Adelpha-Mission ist es, das Team zusammenzuhalten und zu schützen. Die Talaner sehen in ihm den „Ulukai“, der nach der Prophezeiung vom Himmel herabsteigen wird, um Faé Rhân zu vernichten und das Volk der Talaner zu befreien.
Marion Wolfe
Marion Wolfe, Tochter der US-amerikanischen Senatorin Clare Fitzgerald, gehört zu dem dreiköpfigen Wissenschaftlerteam, das die Parallelwelt Adelpha erkunden und die Sonde reparieren soll. Sie und Cutter lernten sich schon während einer anderen Mission kennen, bei der Cutter zu ihrer Aufsicht abgestellt worden war. Der durch Marion verschuldete Tod eines Kameramannes wurde auf Bestreben der Anwälte ihrer Mutter Cutter Slade zur Last gelegt. Seitdem hegt Slade eine große Abneigung gegen Wolfe, obwohl Wolfe das Vorgehen ihrer Mutter scharf verurteilt. Wolfe wendet sich deshalb vom Journalismus ab und geht in die Forschung. Sie wird zu einer weltweit anerkannten Kapazität auf dem Gebiet der Bio-Ethnologie und Exobiologie. Zum Handlungszeitpunkt ist sie Leiterin des exobiologischen Labors der Universität von Chicago.
William Kauffman
William Kauffman entstammt einer alteingesessenen neuenglischen Familie. Er ist Quantenphysiker in Harvard und Nobelpreisträger. Kauffman leitet offiziell das Projekt „Sidestep“, das mit Hilfe einer Sonde erstmals den Kontakt zur Parallelwelt Adelpha herstellen konnte. Sein Leben gehört der Wissenschaft. Er ist stets höflich und steht für den ethisch denkenden Wissenschaftler. Durch eine unvorhergesehene zeitliche Verschiebung beim Transfer kommen er und Xue mehrere Jahre vor Cutter Slade und Marion Wolfe in Adelpha an. Er ist bei Cutters Eintreffen bereits längere Zeit tot, hat jedoch in Form diverser Holovideos Hinweise, unter anderem für die Reparatur der Sonde, hinterlassen.
Anthony Xue
Anthony Xue ist ein schwieriger Charakter und vollkommen konträr zu seinem Kollegen Kauffman. Aus einfachen Verhältnissen stammend ist Xue sehr ehrgeizig und machtbesessen. Nachdem eines seiner Experimente zu Materie/Antimaterie-Reaktion in einer Katastrophe endete und dabei mehrere Forscher ums Leben gekommen waren, wurde er von der wissenschaftlichen Gemeinde ausgeschlossen. Erst beim Militär fand er einen neuen Auftraggeber und erforschte zusammen mit William Kauffman im Projekt „Sidestep“ die Möglichkeiten zur Reise in Paralleluniversen. Die beiden arbeiteten zwar wissenschaftlich eng zusammen, kamen auf persönlicher Ebene jedoch nicht besonders gut miteinander aus.

### Spielwelt
Der begehbare Teil der Spielwelt Adelpha besteht aus insgesamt sechs landschaftlich vollkommen unterschiedlichen Regionen, die durch sogenannte Daokas miteinander verbunden sind. Daokas weisen eine große Ähnlichkeit mit Sternentoren aus Stargate auf und ermöglichen Reisen über große Strecken ohne Zeitverlust. Die Daokas entspringen keiner talanischen Technik und können von den Talanern auch nicht hergestellt werden. Die Errichtung der Daokas wird den sogenannten Altehrwürdigen nachgesagt, die durch ihr schädliches Wirken auf Adelpha die Rache der Götter (Yods) heraufbeschworen und ausgelöscht wurden. Für die Talaner ist die Nutzung der Daokas notwendig zur Aufrechterhaltung ihrer Kultur, weswegen die wichtigeren Tore von Söldnern Faé Rhâns bewacht werden.
Ranzaar
Ranzaar ist die erste Region, die Cutter Slade nach seinem Durchgang zu sehen bekommt. Ranzaar hat ein arktisches Klima und ist nur durch ein verstecktes Daoka in Shamazaar erreichbar. Es ist die letzte Zuflucht der Rebellen, genannt Dolotaiwächter. Außer den wenigen Rebellen finden sich keine Lebewesen auf Ranzaar.
Shamazaar
Shamazaar wird vor allem landwirtschaftlich genutzt. Die reisartige Rizi-Pflanzen wird hier in den zahlreichen sumpfigen Terrassen angepflanzt und versorgt die Talaner aller anderen Regionen mit Nahrung. Daneben ist Shamazaar das religiöse Zentrum der Talaner. Jeder der vier Gottheiten ist hier ein Tempel geweiht. Ein Daoka im Süden verbindet Shamazaar mit Talanzaar. Weitere, schwer bewachte Tore im Faé-Tempel führen nach Okasankaar und Motazaar. Eine seltsame Barriere im Nordwesten hindert jedes Lebewesen am Betreten dieses Bereiches.
Talanzaar
Talanzaar ist eine unwirtliche Wüstenregion und besteht ausschließlich aus der Stadt Okriana. Aus diesem Grund wird Okriana oft mit Talanzar gleichgesetzt. Diese orientalisch anmutende Ortschaft ist die Hauptstadt Adelphas mit Faé Rhâns Palast mitten im Zentrum. Zahlreiche Händler und Handwerker haben sich in zahlreichen Flachdachbauten um den Palast herum angesiedelt. Zum Schutz gegen die rauen Wüstenstürme wurde rund um die Stadt eine hohe Mauer errichtet. Die insgesamt drei Daokas dieser Region führen nach Shamazaar, Okasankaar und Motazaar.
Okasankaar
Die Region von Okasankaar ist von weitläufigen Meeres- und Sumpfflächen geprägt. Die Bewohner des hier gelegenen Dorfes Cyana sind hauptsächlich Fischer, die ihre Fänge regelmäßig für Faé Rhâns Söldner abliefern müssen. Wichtige Gebäude sind das heilige Darosham, rituelles Zentrum der Faé-Anhänger, und das Inselgefängnis Zorkatraz. Im Osten der Region findet sich, bewacht durch eine Söldner-Kaserne, das einzige Daoka nach Okaar.
Motazaar
Die Minen von Motazaar liefern die Erze (Helidium) und Metalle, die für den Bau der Waffen von Faé Rhâns Söldnern benötigt werden. Die sehr trockene Region wird durchzogen von tiefen, lavagrundigen Erdrissen und besitzt viele heiße Quellen. Hohe Berge begrenzen Motazaar, das damit idealer Ort für Faé Rhâns Gefangenenlager ist.
Okaar
Okaar wird auch „die alte Welt“ genannt. Es ist eine mythenumrankte Dschungelwelt, die nur von wenigen Talanern betreten wird, hauptsächlich um zu jagen. Im Südosten unterhalten lediglich die Truppen Faé Rhâns ein Lager. Okaar hat als einzige Region intelligente, im Vergleich zu den Talanern jedoch primitive, Ureinwohner hervorgebracht, die Oogobaar. Auf sie scheinen die Überreste einer fremden Kultur, die sich in Form von Bauten und Artefakten in ganz Okaar finden lassen, jedoch nicht zurückzugehen. Okaar ist zudem identisch mit der Landestelle der Sonde, deren Beschädigung Ursache für die Entstehung des Schwarzen Loches war. Eines der ungelösten Mysterien dieser Welt ist ein defektes Daoka in der Nähe eines Wasserfalles. Es ist nicht aktivierbar und sein Zielort ist nicht bekannt. Die Talaner nennen es „Himmelsdaoka“, andere Legenden berichten, es ermögliche die Reise zu den beiden Monden Adelphas.
Kizaar
Eine weitere Region, Kizaar, wird namentlich zwar erwähnt, ist im Spiel jedoch nicht erreichbar. Kizaar ist eine Insel im Meer. Auf ihr leben alle talanischen Kinder und Frauen. Die Männer besuchen ihre Frauen dort im Abstand mehrerer Jahre.

## Spielprinzip
Outcast ist ein Action-Adventure, das wahlweise aus einer Third-Person- oder Egoperspektive in einer weitgehend offenen Spielwelt gespielt wird. Das Spiel verknüpft actionorientierte Kämpfe in Echtzeit mit Geschicklichkeitseinlagen wie Hüpfpassagen, kleineren Rätselaufgaben oder Physik-Rätseln. Daneben muss die Spielfigur Cutter Slade viel mit den Bewohnern der Spielwelt kommunizieren, um an Information und Aufträge zu gelangen, die für die Lösung des Spiels erforderlich sind. Der Spieler steuert Cutter Slade direkt mit der Tastatur durch die Spielwelt und richtet die Kamera mit der Maus aus. Für die Echtzeitkämpfe wird die Kamera arretiert und Cutter kann nur noch in vier Richtungen bewegt werden.
Ziel des Spiels ist die Bergung der fünf Chipkarten, die in den fünf Regionen Shamazaar, Talanzaar, Okasankaar, Motazaar und Okaar verborgen sind. Nach einer Spieleinführung und einem etwas längeren Spieleinstieg in der Welt Shamazaar öffnet sich die restliche Spielwelt für den Spieler. Der Wechsel zwischen den Regionen ist ab diesem Zeitpunkt jederzeit über die sogenannten Daokaa-Reiseportale möglich. Der Spieler kann die Regionen mit wenigen handlungsrelevanten Ausnahmen frei erkunden und Aufträge annehmen. Er kann jederzeit die Reihenfolge bestimmen, in der er die ansonsten linear aufgebauten Aufträge löst, es gibt keine Zeitbegrenzung für die Erfüllung.
Die Ausrüstung der Expedition wurde aufgrund des langen Zeitraums über sämtliche Bereiche der Spielwelt verteilt. Das Zusammensuchen entsprechender Munitionspakete, Dynamitstangen und technischer Hilfsmittel ist daher während des Spiels eine ständige Begleittätigkeit. Sobald sich entsprechende Gegenstände in der unmittelbaren Nähe des Spielers befinden, erhält er einen Sprachhinweis. Alternativ kann sich der Spieler Ausrüstungsgegenstände bei Vorlage entsprechender Ressourcen aus der Umwelt Adelphas von Handwerkern anfertigen lassen. Einige talanische Händler bieten Slade außerdem Waffen und Waffenupgrades zum Kauf an.

## Technik
Entwickler Appeal verwendete für das Spiel die selbstentwickelte Paradise-Engine. Durch eine Mischung aus texturierter Voxel- und softwareberechneter Polygon-Grafik präsentierte sich die Spielwelt weniger eckig im Vergleich zu zeitgenössischer Polygongrafik und bot Spielern eine vergleichsweise hohe Sichtweite. Die Voxel-Engine basierte auf einem Raycasting-Verfahren zur Darstellung des Geländes (Floating Horizon Algorithm). Die dreidimensionalen Geländeinformationen wurden mit Hilfe einer sogenannten Heightmap gespeichert. Parallel dazu existierte eine sogenannte Farbkarte, die die Farbinformationen jedes Punktes innerhalb dieser Heightmap enthielt. Während des Berechnungsprozesses wurden damit unter Berücksichtigung des Blickfelds des Nutzers erst die sichtbaren Punkte innerhalb der Heightmap ermittelt und anschließend mit Hilfe der Farbkarte mit den entsprechenden Farbinformationen versehen und so für den Nutzer visualisiert. Da es sich um keine echte dreidimensionale Grafikberechnung handelte, war das Vorhandensein einer speziellen 3D-Grafikkarte nicht notwendig, da diese Berechnungen von der CPU erledigt wurden. Auch die Polygongrafik wurde ausschließlich softwareseitig berechnet und war nicht hardwarebeschleunigt. Das Spiel profitierte daher nicht vom Vorhandensein einer 3D-Grafikkarte. Outcast erforderte stattdessen einen für die damalige Zeit sehr leistungsstarken Prozessor.
Für das optische Landschaftdesign kamen hauptsächlich zwei Methoden zum Einsatz. Für konvexe Oberflächen wurden Tiles (engl. für Kacheln) mit Hilfe der Grafiksoftware 3D Studio 4 für DOS entworfen und das optische Ergebnis von oben festgehalten. Aus den Tiles wurden die Höheninformation für die Umsetzung in Voxelgrafik gewonnen. Für konkave Oberfläche, wie Hausdächer oder Brücken über einer Schlucht, wurden Polygonobjekte benötigt. Diese wurden ebenfalls in 3D Studio 4 entworfen und dann mit Photoshop texturiert. Mit Hilfe eines Editors wurden anschließend erst die Voxel-Tiles und darauf die Polygonobjekte platziert. Hinzu kamen Spielobjekte und weitere Programminformationen für Wegfindung und Objektkollisionen. Die Hintergründe in Gestalt des Himmels bestanden aus handgemalten Photoshop-Grafiken.
Charaktere und Figuren wurden mit Hilfe der Software Alias Power Animator und NURBS-Technik als Polygonobjekte entworfen. Um die Drahtgittermodelle mit Texturen versehen zu können, mussten diese exportiert werden. Mit Hilfe der von Infogrames bereitgestellten Software Skymap wurden die für die Texturierung notwendigen UV-Koordinaten erzeugt, wobei die Figuren aufgrund von Programmbeschränkungen in mehrere kleinere Objekte (bspw. Körperextremitäten) aufgesplittet werden mussten. Die Texturen selbst wurden anschließend mit Hilfe von 4D Paint, Vorläufer der Software Deep Paint 3D, im seinerzeit neuartigen 3D-Painting-Verfahren erzeugt. Mit Hilfe des in der Spieleentwicklung ebenfalls neuartigen Bumpmapping-Verfahrens wurde für die Polygonobjekte der Eindruck von natürlichen Unebenheiten und Falten erzeugt. Für die Darstellung eines möglichst realistischen Bewegungsablaufs der Figuren nutzten die Entwickler Motion Capture in Verbindung mit Keyframe Animations und Procedural Animations.
Das seinerzeit fortschrittliche KI-System Game’s Artificial Intelligence with Agents (GAIA) versah alle Lebewesen mit einem Tagesablauf und Reaktionsschemata auf Handlungen des Spielers. Outcast nutzte zudem die 1998 erstmals vorgestellte Environmental-Audio-Technologie des Soundkarten-Herstellers Creative Labs, mit deren Hilfe Umgebungsgeräusche und Sounds wie etwa der Hall von Pistolenschüssen an die Umgebung angepasst wiedergegeben wurden.
Das Spiel bot nur drei vorgegebene Bildschirmauflösungen (320×200, 400×300 und 512×384 Bildpunkte). Zu Beginn der Entwicklung setzte Appeal lediglich auf VGA-Auflösung (320×200 Bildpunkte) mit 256 Farben. Im Verlauf der Entwicklung wurde die Qualität auf SVGA-Qualität mit einer Farbtiefe von 24 Bit erhöht. Neben dem Bumpmapping verwendete Outcast als einer der ersten Titel Depth of field, Subpixel-Antialiasing und in Echtzeit berechnete Schattenwürfe.

## Musik
Zum Entwicklungszeitpunkt war General MIDI das vorherrschende Verfahren zur Musikgestaltung für Computerspiele. Doch für Outcast wünschte sich Art Director Franck Sauer die Untermalung durch einen symphonischen Soundtrack im Stile der Filmkomponisten John Williams, Alan Silvestri und Danny Elfman. Auf der Suche nach einem geeigneten Komponisten schaltete Appeal 1996 daher in mehreren Musikmagazinen eine Anzeige, in der das Unternehmen explizit nach einem „Hollywood-Filmkomponisten“ für eine „orchestrale Begleitmusik“ suchte. Unter den Bewerbern befand sich unter anderem der damals in Los Angeles ansässige Lennie Moore, der in einer Newsgroup auf die Anzeige aufmerksam wurde und Appeal daraufhin eine Demo mit seinen Kompositionen für den Dokumentarfilm Trinity and Beyond zusandte. Dieser Soundtrack war unter Federführung des Hauptkomponisten William T. Stromberg in Zusammenarbeit mit dem Moskauer Sinfonie-Orchester entstanden. Mit dieser Arbeitsprobe konnte Moore die Entwickler überzeugen.

“We hired Lennie to write symphonic music for our game Outcast in 1997. I was looking for someone who could handle all the music production aspects from composing to hiring the soloists and orchestra and organise recording sessions. And the result was outstanding, way beyond my expectations. I’m a film music lover, so I had strong references in my mind and all I can say is Lennie was up to the task. The music was inspirational, the orchestration filled with rich articulations and great themes, the recording quality was top notch, and the most important thing, the music fit so well into the game’s universe. Looking back at the game today makes me smile because the graphics look so dated. But if there is one thing that still stands up against any of today’s next gen blockbusters, it is Lennie’s wonderful score.”

„Wir engagierten Lennie 1997, um eine symphonische Begleitmusik für unser Spiel Outcast zu komponieren. Ich suchte nach jemandem, der alle Aspekte der Musikproduktion von der Komposition über die Auswahl der Solisten und des Orchesters bis zur Organisation der Aufnahmesessions übernehmen konnte. Und das Ergebnis war außerordentlich, es übertraf meine Erwartungen bei weitem. Ich bin ein Liebhaber von Filmmusik, daher hatte ich starke Vergleichsbeispiele im Hinterkopf, und alles, was ich sagen kann, ist, dass Lennie der Aufgabe voll und ganz gewachsen war. Die Musik war inspirierend, die Orchestration voll an reichen Artikulationen und großartigen Themen, die Aufnahmequalität war erstklassig, und das wichtigste, die Musik passte so außerordentlich gut in das Spieluniversum. Wenn ich heute auf das Spiel zurückblicke, muss ich lächeln, weil die Grafik so veraltet aussieht. Aber wenn es eine Sache gibt, die auch gegenüber heutigen Next-Gen-Blockbustern noch bestehen kann, dann ist es Lennies wundervolle Begleitmusik.“

Es war Moores erste Komposition für ein Computerspiel. Dadurch, dass er recht früh zur Entwicklung hinzustieß, konnte er eigenen Angaben zufolge ohne den sonst üblichen Zeitdruck ein vollständiges Konzept ausarbeiten.
Moore beschrieb seinen Soundtrack als eine Vermischung von klassischer Musik mit exotischen und esoterischen Elementen. Um die Unterschiede der verschiedenen Welten zu verdeutlichen und ihre Eigenheiten herauszuarbeiten, variierte er beispielsweise bei der Instrumentierung. So verwendet er für die musikalische Untermalung der Stadtwelt Talanzaar etwa eine armenische Flöte (Duduk), um das Flair einer Ortschaft des Mittleren Ostens zu vermitteln. Für die alte Welt Okaar kamen vor allem afrikanische Schlaginstrumente zur Anwendung, mit Talking Drums, Congas und Djembés. In Okasankaar sind hauptsächlich tiefe Holzblasinstrumente in ihrem tiefsten Register zu hören. Weitere Instrumente waren Udu-Trommeln, ägyptisches Tamburin, Tabla und die Tombak (persische Handtrommel).
Grundtöne des Soundtracks
Der Soundtrack ist um ein zentrales Leitmotiv aufgebaut, das sich um den Abenteueraspekt dreht. Dieses Motiv verknüpfte Moore anschließend in allen Stücken mit weiteren Leitmotiven, etwa für die verschiedenen Welten. Daneben legte er gewisse Harmonien fest, die sich durch die gesamte Komposition ziehen und die Verbindung zwischen den verschiedenen Regionen vermitteln sollen. Grundlage war eine hexatonale, symmetrische Tonleiter bestehend aus den Tönen C, Dis, E, G, As und H und daraus resultierend aus den sechs Grundakkorden c-, e- und as-Moll bzw. C-, E- und As-Dur, die als Ausgangspunkt der Stücke dienten. Sie fungierten einerseits als Grundstruktur und Ruhepunkte, konnten andererseits aber auch zu einer komplexeren, polytonalen Harmonie zusammengefügt werden.
Die Chorpassagen sind in lateinischer Sprache verfasst und basieren auf Vergils antikem Epos der Aeneis. Die Texte entstanden in Zusammenarbeit mit dem Vergil-Projekt der University of Pennsylvania. Moore suchte hierfür auf Wunsch der Entwickler zum Spiel passende Textpassagen heraus, die er anschließend mit Hilfe der Übersetzerin Dorothy Stewart per Elision in ein zur Musik passendes Versmaß brachte.
Moore erstellte zuerst MIDI-Demos, die jedoch bereits sehr nahe an der späteren Umsetzungen waren. Die Aufnahmen des Outcast-Soundtracks führte Moore ebenfalls wieder in Zusammenarbeit mit dem Moskauer Sinfonie-Orchester durch, dirigiert von Moores Freund Stromberg. Die Aufnahmen fanden in der russischen Hauptstadt statt, insgesamt bestand das Orchester aus 80 Instrumentalisten, hinzu kam ein 24-köpfiger Chor. Moore selbst war zuständig für die Komposition und die Orchestrierung und agierte während der Aufnahmen als Musikproduzent. Insgesamt konnte Moore rund 60 Minuten an Musik aufnehmen, wohingegen seinen Angaben nach vorherige Spieleproduktionen üblicherweise nur rund 20 bis 40 Minuten Musik umfassten. Dadurch konnte Moore besonders lange, zusammenhängende Einzelstücke entwickeln. Es handelte sich – neben Heart of Darkness (Bruce Broughton) und Medal of Honor (Michael Giacchino) – um einen der ersten Spielesoundtracks, die live mit einem vollwertigen Orchester eingespielt wurden. Der Soundtrack war in CD-Audioqualität (44,1 kHz / 16 bit) auf dem Spiel-Medium (CD-ROM) enthalten.

## Entwicklungsgeschichte

### Entstehung und Prototyp
Outcast befand sich über vier Jahre in der Entwicklung. Ausgangspunkt für das Projekt war die zunehmende Unzufriedenheit der drei Spieleentwickler Yves Grolet, Yann Robert und Franck Sauer mit linearen Adventure-Spielen. 1994 arbeiteten alle drei für den belgischen Spieleentwickler Art & Magic an zweidimensionalen Arcade-Spielen. Allerdings machte das Unternehmen immer weniger Umsatz mit seinen Spielen und das Alter der zugrundeliegenden Hardwarebasis schränkte die Gestaltungsmöglichkeiten der Designer immer stärker ein. Gleichzeitig deutet sich bereits das Aufkommen der 3D-Grafik an, ein Trend, dem auch die Entwickler folgen wollten. Allerdings beschränkte die für Computerspiele durchschnittlich vorhandene Hardwareleistung zu diesem Zeitpunkt die Leistungsfähigkeit von polygonbasierten Grafik-Engines, da nicht genug Rechenleistung vorhanden war, um komplexe, detaillierte Polygonobjekte und damit eine natürlich wirkende Optik zu erzeugen. Eine Alternative versprachen technologische Aufsätze zum Thema Voxel-Engines. Doch die veraltete Hardware von Art & Magic erwies sich für diese Technologie ebenfalls als zu schwach. Daher beschlossen Grolet, Robert und Sauer, ein neues Unternehmen zu gründen. Mit Hilfe ihres Hardwareherstellers Themes wurde die Entwicklung eines Prototyps finanziert. Im Gegenzug erhielt das Unternehmen einen Minderheitenanteil an Appeal. Die restlichen Anteile wurden zu gleichen Teilen zwischen Grolet, Robert und Sauer aufgeteilt.
Das erste Konzept sah eine Handlung in einem fiktiven südamerikanischen Land vor. Die Spielfigur sollte ein Drogenkartell infiltrieren und Geiseln aus der Gefangenschaft des örtlichen Drogenbarons befreien, dazu sollte das Spiel ursprünglich aus der Egoperspektive gespielt werden. Von diesem Konzept wurde jedoch nur die landschaftliche Umgebung übernommen. Schließlich kam Yves Grolet mit dem Konzept der Reise in Paralleluniversen. Mit diesem Konzept begannen die Arbeiten an einem ersten Prototyp. Während Sauer und Robert weiterhin hauptberuflich für Art & Magic arbeiteten, begann Grolet mit Philippe Zondack, einem weiteren Programmierer, die Rendering-Engine zu entwickeln. Sauer entwarf erste Landschaftsgrafiken, die später die Grundlage für die Spielregion Shamazaar wurden. Weiterhin erstellte er 3D-Modelle von Talanern und Twon-has. Im Prototyp wurden die Spielfiguren noch gemäß der ursprünglichen Planung durch animierte, vorgerenderte Sprites dargestellt. Sie wurden im späteren Entwicklungsverlauf schließlich durch Polygonmodelle ersetzt.

### Publishersuche und Produktionsverlauf
Mit dem Prototyp begaben sich die Entwickler auf die Suche nach einem Publisher, der die Weiterentwicklung finanzieren würde. Der in Paris ansässige Publisher Ubisoft lehnte das Projekt ab, doch das expandierende Unternehmen Infogrames aus Lyon war auf der Suche nach einem technologischen Leuchtturmprojekt. Auf Vermittlung von Éric Mottet, Infogrames’ Produktionsleiter, kam es zu einem Treffen mit Infogrames-Geschäftsführer Bruno Bonnell. Bonnell war von dem Projekt so sehr überzeugt, dass er nach der Präsentation einen Scheck über umgerechnet 150.000 Euro ausstellte. Appeal schloss im Gegenzug einen Vertrag mit Infogrames, der dem Publisher die weltweiten Vermarktungs- und Veröffentlichungsrechte gewährte. Die Entwickler erwarben sämtliche Rechte an den noch von Art & Magic gehaltenen Grafiken und dem Geschäftsteil von Themes. Appeal bezog Geschäftsräume in Namur und begann mit dem Aufbau eines Entwicklerteams, dem sich nach etwa einem Jahr die gesamte verbliebene Belegschaft anschloss. Das Entwicklerteam teilte sich auf in die Abteilungen Künstlerische Gestaltung (engl.: Art) unter Leitung von Franck Sauer und die Programmierung unter Yann Robert und Yves Grolet. Die Verantwortung für das Design der Inhalte (Handlung, Missionen u. Ä.) lag bei der Programmierabteilung. Als Arbeitsmittel dienten SGI Indy Workstations von Silicon Graphics.
Der Protagonist erhielt ursprünglich den Namen Stan Blaskowitz und trug Pluderhosen, ein mantelartiges Obergewand sowie einen vogelartigen Helm. Dieses Erscheinungsbild wurde von Infogrames’ Marketingabteilung jedoch als zu absonderlich bewertet und daher überarbeitet. Das Marketing legte schließlich auch Cutter Slade als finalen Namen fest, der von einigen Kritikern später als „dämlich“ bezeichnet wurde.
Durch Erschaffung der Sprache Agazork für das Volk der Talaner versuchten die Entwickler eine lebendige Fremdkultur zu vermitteln. Ein ins Spiel integriertes Wörterbuch umfasste über 150 Begriffe für Objekte, Personen oder Glaubensvorstellungen der Talaner. Diese detaillierte Ausarbeitung der talanischen Kultur hob das Spiel von Konkurrenzprodukten ab. Unter dem Namen „Die Sprache der Talaner“ entstand ein Fanprojekt, das es sich zur Aufgabe gemacht hatte, die lediglich ansatzweise eingeführte Sprache der Talaner zu vervollständigen. Einige Spieletester hingegen kritisierten die Verwirrung, die durch die vielen Spezialbegriffe entstehen konnte.
Insgesamt kostete die Entwicklung umgerechnet rund 1,5 Millionen Euro.

### Marketing
Infogrames behandelte den Titel als eine Flaggschiff-Produktion und bewarb ihn weltweit mit vergleichsweise hohem finanziellen Aufwand, um den Mainstream-Markt zu erreichen. Das Marketingbudget betrug drei Millionen US-Dollar, neben Magazinwerbung, verschiedenen Titelgeschichten und Messeauftritten wurde unter anderem ein Trailer im Vorprogramm von Kinofilmen geschaltet. Das Spiel wurde von 1997 bis 1999 jährlich auf der Computerspielmesse Electronic Entertainment Expo (E3) präsentiert. Nachträgliche Kritik äußerte Art Director Franck Sauer an der Vermarktung in den USA. Die Veröffentlichung des Spiels fiel in den Zeitraum nach Aufkauf des US-amerikanischen Publishers GT Interactive durch Infogrames, der eine Umstrukturierung des US-amerikanischen Publishingzweiges zur Folge hatte. Sauer warf Infogrames USA vor, das Spiel aufgrund von Eigeninteressen im Zusammenhang mit der Umstrukturierung nicht ausreichend beworben zu haben und somit hauptverantwortlich zu sein für die enttäuschenden Verkaufszahlen in den USA.

### Veröffentlichung
Outcast erschien lokalisiert ursprünglich auf zwei CD-ROMs. Mit dem DVD-Release ein Jahr nach Erstveröffentlichung zählte das Spiel zu den ersten Titeln, die diesen bis dahin noch wenig verbreiteten Datenträger zeitnah zur Erstveröffentlichung nutzten. Darauf enthalten waren neben einer mehrsprachigen Version des Spiels der Soundtrack und Bonusmaterial in Form mehrerer Videos und Trailer.
Zusätzlich zur PC-Version gab es Pläne, eine überarbeitete Fassung des Spiels auf Basis von DirectX für Segas Konsole Dreamcast zu veröffentlichen. Das Projekt wurde jedoch noch vor Veröffentlichung zugunsten des angekündigten Nachfolgers Outcast: The Lost Paradise eingestellt, da sich das Umprogrammieren der Engine als zu zeitaufwändig herausstellte.
Im April 2010 wurde das Spiel über den Anbieter Good Old Games per digitaler Distribution erneut veröffentlicht und dadurch für neuere, bis dahin inkompatible Betriebssysteme ab Windows XP zugänglich gemacht.

### Nachfolgeprojekte
Etwa 2001 begannen durch Appeal die Arbeiten am Nachfolger Outcast: The Lost Paradise, der für Windows-PCs und PlayStation 2 erscheinen sollte. Anfang April 2002 wurde jedoch bekannt gegeben, dass die Arbeiten zugunsten anderer Projekte bis auf weiteres ausgesetzt wurden. Am 12. August 2002 musste Entwickler Appeal Insolvenz anmelden, von der sich die Firma nicht mehr erholte. Seitdem gab es von Infogrames keinerlei Bestrebungen mehr für einen Nachfolger. Ein inoffizieller Nachfolger namens open Outcast, der als Modifikation auf Basis der CryEngine 3 umgesetzt wird, ist seit 2004 als Fanprojekt in Entwicklung.
2002 sollte eine von Fans ins Leben gerufene Onlinepetition Infogrames/Atari dazu bewegen, die Outcast-Rechte an Elsewhere Entertainment zu verkaufen, welches von Outcast-Director Yves Grolet und weiteren ehemaligen Appeal-Mitarbeitern gegründet worden war. Allerdings gab Infogrames diesem Wunsch der Outcast-Community nicht statt. Anstelle eines Nachfolgers begann Elsewhere Entertainment die Entwicklung eines Spiels namens Totems, das auf ähnlichen Konzepten basieren sollte. Elsewhere Entertainment wurde 2005 von 10tacle Studios aufgekauft und firmierte seitdem unter dem Namen 10tacle Studios Belgium. Infolge der Insolvenz der Firma im Jahr 2008 wurde das Projekt jedoch nie abgeschlossen.

### Revival
Mit seinem Geschäftsbericht 2012/13 gab der zwischenzeitlich in Atari umbenannte und finanziell angeschlagene Rechteinhaber von Outcast bekannt, dass der Konzern zu Beginn des neuen Geschäftsjahres die Markenrechte verkauft habe. Im Juli 2013 wurde bekannt, dass die Marke an die Appeal-Gründer Grolet, Sauer und Robert ging. Am Ende desselben Monates gaben diese an, mit dem von Grolet und Ubisoft-Mitbegründer Christian Guillemot geführten Entwickler AMA Studios zu fusionieren. Unter dem neuen Namen Daoka wolle das Team unter anderem an Spielen zur Outcast-Marke arbeiten. Gegenüber dem deutschen Online-Spielemagazin Gamona gab Sauer im Februar 2014 an, dass er an einer Portierung des Spiels auf die polygonbasierte Fresh-Engine arbeite.
Am 7. April 2014 startete das Team ein Crowdfunding-Projekt über die Crowdfunding-Plattform Kickstarter, um die Entwicklung selbst finanzieren zu können. Jedoch verfehlte die Kampagne das Finanzierungsziel.
Am 18. Dezember 2014 wurde eine Outcast-Neuauflage auf Steam und später auf GOG.com als Outcast 1.1 veröffentlicht. Diese Version wurde aus dem originalen Quelltext rekompiliert, mit Unterstützung von höheren Bildschirmauflösungen, Programmfehler-Korrekturen und kleineren Erweiterungen.
Am 12. August 2016 kündigte das Entwicklungsstudio an, dass das Remake von Outcast im März 2017, unter dem Namen Outcast: Second Contact veröffentlicht werden soll. Die Entwickler hatten ihr Studio zwischenzeitlich wieder zurück in Appeal Studio umbenannt. Als Publisher für den Titel wurde Bigben Interactive bekannt gegeben. Der Release-Termin wurde auf Herbst 2017 verschoben. Inzwischen ist das Spiel erschienen.
2019 verkaufte Appeal die Markenrechte an THQ Nordic, die am 17. September 2021 einen Nachfolger für PlayStation 5, Xbox Series X/S und PC ankündigten. Das Spiel erschien letztendlich am 15. März 2024 mit dem Namen Outcast – A New Beginning für Windows, PlayStation 5 und Xbox Series S/X.

## Rezeption
| Deutschsprachige Wertungen | Deutschsprachige Wertungen |         |
| Publikation                | Wertung                    |         |
| -------------------------- | -------------------------- | ------- |
| GameStar                   | 87 %                       |         |
| PC Action                  | 86 %                       |         |
| PC Games                   | 84 %                       |         |
| PC Player                  | 86 %                       |         |
| Power Play                 | 85 %                       |         |
| Internationale Wertungen   |                            |         |
| Ars Technica               | 4,5 von 5                  |         |
| GamePro (US)               | 4 von 5                    |         |
| GameSpot                   | 8,6 von 10                 |         |
| IGN                        | 8,5 von 10                 |         |
| JeuxVideo                  | 19 von 20                  |         |
| PC Gamer (UK)              | 90 %                       |         |
| PC Gamer (US)              | 90 %                       |         |
| PC Zone                    | 62 %                       |         |
| Metawertungen              |                            |         |
| GameRankings               | 80,91 %                    | 80,91 % |

### Rezensionen
Outcast erhielt überwiegend gute bis sehr gute Kritiken (GameRankings: 80,91 %) und wurde wiederholt für seine Spieltiefe und -welt, seine große Handlungsfreiheit sowie für seine orchestrale Musikuntermalung gelobt. Es wurde in Tests dabei vor allem mit der Tomb-Raider-Reihe, genauer mit Tomb Raider 3, verglichen. Die deutsche Spielezeitschrift PC Player vergab eine Spielspaß-Wertung von 86 Prozent und einen Magazinaward. Rüdiger Steidle von der GameStar verwies auf Parallelen zu Stargate. Gemeinsam mit seinen Co-Testern Jörg Langer und Christian Schmidt bemängelte er ebenfalls die vielen Spezialbegriffe und vielen Dialoge. Er lobte die Kampf-KI, den Abwechslungsreichtum der Missionen und Rätsel, den Detailreichtum der Spielwelt und die Lippensynchronität der englischsprachigen Testversion. Besonderes hob er die Gestaltung des Wassers hervor: „Noch nie wurden in einem Computerspiel spiegelnde Wasseroberflächen so schön dargestellt.“ Steidle vergab eine Wertung von 87 %, zusätzlich wurde dem Spiel ein Heftaward für besondere Atmosphäre verliehen. Chefredakteur Langer kam ebenfalls zu einem positiven Fazit:

„Und jetzt die gute Nachricht: Die Nerv-Namen sind auch schon mein größter Kritikpunkt am Spiel. Der zweitgrößte: die manchmal arg ausufernde Quest-Flut. Der Rest aber stimmt – eigentlich dachte ich, auf Ultima 9 warten zu müssen, um endlich mal eine glaubwürdige, nahtlose 3D-Welt [zu] erleben. Liebe auf den zweiten Blick…“

Begeistert zeigte sich auch PC-Games-Autor Peter Kusenberg, der unter anderem die Qualität der Umgebungsgrafik und die künstliche Intelligenz der Gegner hervorhob, eine Unter-90-Prozent-Wertung aber mit den außerordentlich hohen Hardware-Anforderungen und häufigen Grafikfehlern begründete. Dennoch erhielt das Spiel auch von PC Games einen Magazinaward. Weitere Heftawards erhielt das Spiel von den Printmagazinen PC Action und Power Play.
Charlie Brooker vom britischen Spielemagazin PC Zone kam lediglich zu einer durchschnittlichen Wertung 62 %. Obwohl er die technische Leistung lobte, kritisierte er vor allem überlange, mit zahlreichen Wortneuschöpfungen gespickte Gespräche, die gepaart mit einer platten Handlung und schwachen, uninspirierten Kämpfen zu Langeweile führten.
Retrospektiv wurde das Spiel häufig als seiner Zeit voraus bezeichnet. Neben der frühen Verwendung eines vollorchestrierten Live-Soundtracks gilt Outcast bei einigen Kritikern zusätzlich als erstes dreidimensionales Open-World-Adventurespiel.

“Okay, so the hero’s name is stupid and the plot sounds like a rehash of Stargate, but trust us, this action-adventure game was revolutionary. You could freely explore open world cities, mountains and forests (two years before GTA III). You could commandeer extraterrestrial vehicles – in this case, dinosaur-like creatures - for quicker transport (two years before Halo). You could pick and choose missions in the order that suited your playing style (nine years before Fallout 3).”

„Okay, also der Name des Helden ist dämlich und die Handlung klingt wie ein Aufguss von Stargate, aber vertraut uns, dieses Action-Adventure war revolutionär. Man konnte in einer offenen Welt Städte, Berge und Wälder frei erforschen (zwei Jahre vor GTA 3). Man konnte zur schnelleren Fortbewegung extraterrestrische Vehikel kommandieren – in diesem Fall dinosaurierartige Kreaturen (zwei Jahre vor Halo). Man konnte sich seine Missionen heraussuchen und in der Reihenfolge abarbeiten, die am besten zum eigenen Spielstil passte (neun Jahre vor Fallout 3).“

### Soundtrack-Kritiken
Neben dem Spiel fand insbesondere der von Moore komponierte Soundtrack nachhaltigen Anklang.

“When Outcast came along in 1998, it was a revelation to the gamers of the time. It was one of the first games to feature a fully blown, fully realized orchestral score, it’s even today oftentimes heralded as ‘best game music ever’ by many people just because it was the first time they heard a game using a musical language that used to be confined to movies before.”

„Als Outcast 1998 erschien, war es für die Spieler dieser Zeit eine Offenbarung. Es war eines der ersten Spiele, das eine komplett ausstaffierte, vollständig umgesetzte orchestrale Begleitmusik besaß; selbst heute noch wird es von vielen Leuten des Öfteren als die ‚beste Spielemusik aller Zeiten‘ bezeichnet, nur weil es das erste Mal war, dass sie hören konnten, wie ein Spiel eine musikalische Sprache benutzte, die zuvor auf Filme beschränkt gewesen war.“

2003 wurden Teile von Moores Soundtrack zusammen mit anderen Spielekompositionen im Rahmen des ersten symphonischen Spielemusikkonzerts im Vorfeld der Spielemesse Games Convention aufgeführt. Dabei handelte es sich um die erste auf Spielekompositionen spezialisierte Veranstaltung außerhalb Japans. Aufgeführt wurde das Konzert im Leipziger Gewandhaus vom Tschechischen Symphonieorchester unter Leitung von Andy Brick.
Der Spielekomponist Cris Velasco bezeichnete Moores Komposition als ausschlaggebend, sich als Komponist dem Spielesektor zuzuwenden:

“When I was done with school, I wanted to write the kind of epic orchestral scores that I fell in love with from the movies. At that point, I hadn’t really heard anything in games that led me to believe that this was a viable path. But a few months later I heard the score to Outcast by my (now) good friend Lennie Moore and I realized that games could offer me the creative outlet that I was looking for; now I am able to really fulfill my dream as a composer.”

„Als ich mit der Schule fertig war, wollte ich die Art von episch-orchestraler Begleitmusik schreiben, in die ich mich durch Filme so verliebt hatte. Zu diesem Zeitpunkt hatte ich in Spielen nichts dergleichen gehört, was mich davon überzeugt hätte, dass das eine realistische Option wäre. Aber nur wenige Monate später hörte ich die Begleitmusik meines (heute) guten Freundes Lennie Moore für Outcast und ich bemerkte, dass Spiele mir die kreative Entfaltungsmöglichkeit bieten könnten, nach der ich suchte; jetzt kann ich tatsächlich meinen Traum als Komponisten erfüllen.“

### Auszeichnungen und Verkaufserfolg
Auf der E3 1999 erhielt Outcast den Sonderpreis der Game Critics Awards für herausragende Leistungen im Bereich Sound. Das Computerspiel-Onlinemagazin GameSpot zeichnete das Spiel als „Adventure Game of the Year“ aus, ebenso das Printmagazin Computer Gaming World im Rahmen seiner 2000 Premier Awards. Dies geschah in ausdrücklicher Anerkennung der erzählerischen Qualität des Spiels, da diese Kategorie in beiden Formaten üblicherweise traditionellen Adventure-Spielen vorbehalten war. Von der Academy of Interactive Arts & Sciences wurde Outcast für die Interactive Achievement Awards 2000 in den Kategorien „Bestes Adventure / Rollenspiel des Jahres“ und den besten Soundtrack nominiert, konnte aber keinen dieser Preise für sich entscheiden. Die DVD-Fassung wurde als Beste Europäische DVD auf der DVD Summit III in Dublin und als DVD Champion des Jahres 2000 in der Kategorie Spiele ausgezeichnet.
Outcast konnte die Gewinnerwartungen des Publishers Infogrames nicht erfüllen. Das Spiel verkaufte sich in der Zeit nach Veröffentlichung lediglich 400.000 Mal, in den USA konnten gerade einmal 50.000 Einheiten abgesetzt werden.